# Blasa, portera de su casa
Blasa, portera de su casa es una serie de historietas creada por Escobar para el semanario "Tío Vivo" en 1957.

## Trayectoria editorial
Blasa, portera de su casa apareció por primera vez en el número 1 de "Tío Vivo". Escobar ya había creado una serie de protagonismo femenino, Petra, criada para todo (1954) y todavía crearía otra más, Doña Tomasa con fruición, va y alquila su mansión (1959).

## Argumento y personajes
Blasa es una portera de una comunidad de vecinos de notoria corpulencia y que siempre lleva delantal y escoba. Es una mujer cotilla y conoce a la perfección quién entra o sale de la vivienda en que trabaja. Ella misma se define en la primera página de la serie diciendo que "me meto siempre con los vecinos, tengo la escalera hecha una birria y armo cada bollo que me sé de memoria la comisaría. En mi escalera se hace lo que yo mando y ¡ay del que se atreva a contradecirme!" A pesar de esto trata con cariño a su marido, Melanio, un hombre bajito, enfermizo y débil de carácter. 
En la comunidad hay gran de cantidad de vecinos que entran y salen, entre ellos destacan: el pirata Don Galeón, el agente de seguros Don Perfecto, el artista don Acuarelo, el doctor Inyecto y Soledad, una mujer soltera que se dedica a meter a escondidas animales en el edificio.